# 西藏牡竹
西藏牡竹（学名：Dendrocalamus tibeticus）为禾本科牡竹属下的一个种。

## 扩展阅读
- 維基物種上的相關：西藏牡竹